# Hleda.se

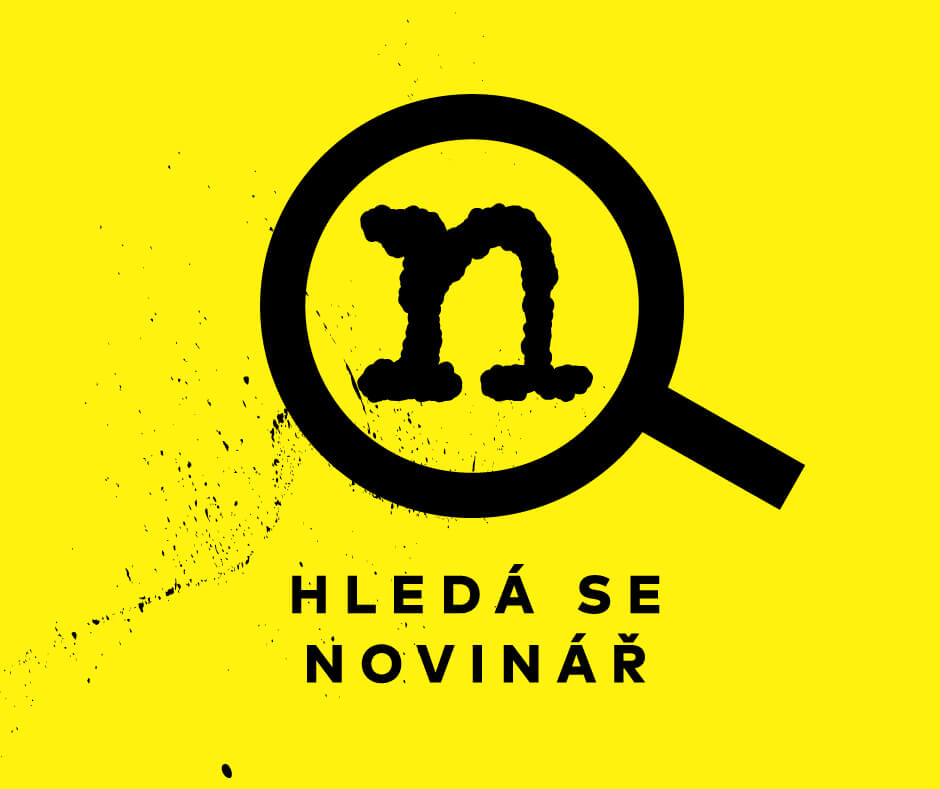
logo projektu Hleda.se od Jednoho světa na školách – Člověk v tísni

Hleda.se  je kombinace soutěže a vzdělávání samotných účastníků pro lidi ve věku 18–25 let. Mezi lety 2016 a 2018   se konaly tři ročníky soutěže Hledá se LEADr. V roce 2019/2020 se konal první ročník vzdělávací soutěže Hledá se novinář. Soutěž pořádá vzdělávací program JSNS, jehož ředitelem je Karel Strachota a spadá pod neziskovou organizaci Člověk v tísni. Všechny ročníky soutěže je možné zhlédnout na Televizi Seznam.

## O projektu
V Hledá se LEADr. soutěžili mladí lidé, které zajímá, co by se v jejich obci/městě dalo zlepšit. Jednalo se budoucí lídry a lídryně občanské společnosti a místní samosprávy, kteří se nebojí pustit do práce. Zkrátka o ty, kteří se chtějí učit nové věci a uskutečnit své nápady.